# Nicolas de Krüdener
Nicolas de Krüdener (10 mars 1811 - 17 février 1891) (en russe : Николай Павлович Криденер, Nikolaï Pavlovitch Kridener) est un général d'infanterie russe qui s'illustra lors de la guerre russo-turque de 1877-1878. 

## Biographie
Descendant d'une famille  de l'aristocratie germano-balte (dite en français de l'époque teutone) qui se russifia au XVIIIe siècle, il était baron et comme beaucoup de barons baltes d'origine allemande qui étaient dans la haute administration ou l'armée, il cherchait  à servir l'Empire toujours plus. Il était ordonné et attentif aux détails. C'était un officier de haut-commandement parfaitement loyal.
On rencontre aussi son nom sous la forme allemande Nicolas von Krüdener, ou von Kruedener.
Il fut célèbre pour avoir contribué à la victoire sur les Ottomans, lors de la prise de la place forte de Nikopol, en Bulgarie, sur le Danube. Il fut décoré pour cette victoire de l'Ordre de Saint-Georges, 3e classe.
En revanche, il essuya un revers face à Osman Pacha, lors du Siège de Plevna, pendant l'attaque du 18 juillet. Les Russes eurent du mal à venir à bout de ce siège pendant cinq mois. Il faisait partie de la 5e Division et du 9e Corps d'armée.
Après la guerre, il fut envoyé servir en Pologne.
Il mourut en 1891.